# Sveriges ambassad i Lissabon
Sveriges ambassad i Lissabon är Sveriges diplomatiska beskickning i Portugal som är belägen i landets huvudstad Lissabon. Beskickningen består av en ambassad, ett antal svenskar utsända av Utrikesdepartementet (UD) och lokalanställda. Ambassadör sedan 2022 är Elisabeth Eklund.

## Beskickningschefer
| Namn                                      | Period    | Funktion                  | Ackreditering                              |
| ----------------------------------------- | --------- | ------------------------- | ------------------------------------------ |
| Jean de Bedoire                           | 1760–1778 | Envoyé                    |                                            |
| Carl Gustaf Oxenstierna                   | 1791–1797 | Ministre plénipotentiaire |                                            |
| Gotthard Mauritz von Rehausen             | 1797–1801 | Chargé d’affaires         |                                            |
| Gotthard Mauritz von Rehausen             | 1801–1806 | Minister                  |                                            |
| Johan Albert Kantzow                      | 1806–1811 | Chargé d’affaires         |                                            |
| Carl Adolf de Kantzow                     | 1823–1860 | Chargé d’affaires         |                                            |
| Johan Fredrik Sebastian Crusenstolpe      | 1860–1866 | Chargé d’affaires         |                                            |
| Johan Fredrik Sebastian Crusenstolpe      | 1866–1882 | Ministerresident          |                                            |
| Otto Stenbock                             | 1883–1890 | Ministerresident          |                                            |
| Axel August Cronhielm                     | 1890–1900 | Chargé d’affaires         |                                            |
| Ove Gude                                  | 1900–1902 | Envoyé                    | Sidoackrediterad från ambassaden i Madrid. |
| Fredrik Hartwig F. Herman Wedel Jarlsberg | 1902–1905 | Envoyé                    | Sidoackrediterad från ambassaden i Madrid. |
| Robert Sager                              | 1905–1907 | Envoyé                    | Sidoackrediterad från ambassaden i Madrid. |
| Carl Haraldsson Strömfelt                 | 1907–1913 | Envoyé                    | Sidoackrediterad från ambassaden i Madrid. |
| Gustaf Falkenberg                         | 1913–1917 | Envoyé                    | Sidoackrediterad från ambassaden i Madrid. |
| Augustin Beck-Friis                       | 1917–1920 | Envoyé                    | Sidoackrediterad från ambassaden i Madrid. |
| Ivan Danielsson                           | 1921–1922 | Envoyé                    | Sidoackrediterad från ambassaden i Madrid. |
| Wollmar Boström                           | 1922–1925 | Envoyé                    | Sidoackrediterad från ambassaden i Madrid. |
| Ivan Danielsson                           | 1925–1937 | Envoyé                    | Sidoackrediterad från ambassaden i Madrid. |
| Lennart Arvid Vilhelm Rappe               | 1937–1941 | T.f. chargé d’affaires    |                                            |
| Leif Öhrvall                              | 1938–1941 | T.f. chargé d’affaires    |                                            |
| Johan Beck-Friis                          | 1941–1943 | Envoyé                    | Också envoyé i Oslo.                       |
| Gustaf Weidel                             | 1943–1951 | Envoyé                    |                                            |
| Jan Stenström                             | 1951–1953 | Chargé d’affaires         |                                            |
| Jan Stenström                             | 1953–1955 | Envoyé                    |                                            |
| Knut Richard Thyberg                      | 1955–1959 | Envoyé                    | Sidoackrediterad i Monrovia 1958–1959.     |
| Knut Richard Thyberg                      | 1959–1959 | Ambassadör                | Sidoackrediterad i Monrovia.               |
| Alexis Aminoff                            | 1959–1963 | Ambassadör                | Sidoackrediterad i Monrovia 1959–1961.     |
| Gunnar Dryselius                          | 1964–1970 | Ambassadör                |                                            |
| Karl Fredrik Almqvist                     | 1970–1972 | Ambassadör                |                                            |
| Herman Kling                              | 1973–1979 | Ambassadör                |                                            |
| Sven Fredrik Hedin                        | 1979–1986 | Ambassadör                | Sidoackrediterad i Bissau och Praia.       |
| Lennart Rydfors                           | 1986–1988 | Ambassadör                |                                            |
| Göran Hasselmark                          | 1989–1994 | Ambassadör                |                                            |
| Kerstin Asp-Johnsson                      | 1994–1997 | Ambassadör                |                                            |
| Krister Isaksson                          | 1997–2001 | Ambassadör                |                                            |
| Gunilla Olofsson                          | 2001–2005 | Ambassadör                |                                            |
| Gabriella Lindholm                        | 2005–2008 | Ambassadör                |                                            |
| Bengt Lundborg                            | 2008–2012 | Ambassadör                |                                            |
| Caroline Fleetwood                        | 2012–2017 | Ambassadör                | Sidoackrediterad i Bissau från 2016.       |
| Helena Pilsas Ahlin                       | 2017–2022 | Ambassadör                |                                            |
| Elisabeth Eklund                          | 2022–     | Ambassadör                | Sidoackrediterad i Bissau och Praia.       |